# Funifera
Funifera é um género botânico pertencente à família
Thymelaeaceae.